# OGame
OGame és un videojoc multijugador massiu en línia desenvolupat per l'empresa alemanya Gameforge des de 2002. OGame es juga per internet sense necessitat de CD ni DVD, sent un dels primers jocs d'aquesta mena,
sent el primer joc que va mostrar que es podia fer un joc de simulació altament addictiu de manera barata. Hi ha versions en nombrosos idiomes.

## El joc
OGame és un joc multijugador persistent basat en temps real. Encara que no té un objectiu clarament definit, tracta sobre ser un emperador intergalàctic, començant per crear el teu propi planeta i millorant-lo progressivament: creant defenses, millorant tecnologies, fabricant naus espacials, etcètera. Es pot tenir un llistat de companys dels quals sí que pots saber si estan connectats. També es pot colonitzar altres planetes, atacar altres planetes d'altres jugadors o bé comerciar entre els jugadors. A més a més, es poden formar d'aliances, que poden declarar guerres, pactes de no-agressió (PNA), pactes de lliure comerç (PLC), pactes d'ajuda mútua (PAM) En general es considera que l'objectiu és ser el jugador amb major puntuació (per cada mil unitats de recursos invertits en un edifici, investigació, flota o estructura de defensa, s'obté un punt. Si tal objecte és destruït, els punts es perden.
El joc proporciona diverses maneres d'obtenir aquests recursos i una gran varietat d'elements en els quals es poden invertir. En general els recursos s'obtenen mitjançant les mines o bé mitjançant atacs a altres jugadors. El jugador comença amb un planeta apte per a la construcció en què podrà edificar una sèrie d'edificis, cadascun amb una funció i utilitat diferent. Cada edifici ocuparà un camp al planeta. Com es veurà més endavant, altres planetes colonitzats pel jugador podran ser més grans o més petits (tenir quantitat de camps major o menor), depenent de certs factors. Els edificis construïts permetran desenvolupar tecnologia a través de la investigació, i com a resultat es podran fabricar diferents tipus de naus, diferents tipus de defenses, o nous edificis.
En total, es poden controlar un total de nou planetes: el planeta principal i vuit colònies. Tot i això també es poden tenir llunes (una per cada planeta com a màxim). Les llunes s'aconsegueixen com a conseqüència dels enderrocs produïts per les naus destruïdes en lluites on s'han produït un nombre important de baixes per part de les naus (les defenses destruïdes no produeixen enderrocs) però no sempre es crea una lluna: depèn totalment de la sort. Una lluna és semblant a un planeta amb la diferència que no es poden produir recursos i hi ha tres construccions exclusives: base lunar, sensor phalanx i salt quàntic.	 
Hi ha quatre tipus de recursos que s'exploten al llarg del joc, que són el metall, el cristall, el deuteri i l'energia. L'energia pot ser obtinguda en construir una planta d'energia, que alimentarà la mina de metall, la mina de cristall i el sintetitzador de deuteri. En avançar a Ogame, el jugador podrà colonitzar nous planetes, unir-se o fundar aliances, atacar a altres jugadors o defensar-se d'ells. El joc transcorre en temps real, dia i nit, i hi ha jugadors de diverses parts del món.
Per començar a jugar a l'OGame només cal registrar-se, de manera gratuïta. Però també hi ha maneres de pagar que ofereixen al jugador comoditats (Comandants OGame) i ofereixen avantatges en el joc en comparació a la manera gratuïta, són anomenats Oficials. L'oficial geòleg augmenta un 10% la producció de les mines, l'oficial tecnòcrata redueix un 25% el temps que triguen les investigacions i la millora del nivell d'espionatge, l'oficial enginyer augmenta la producció d'energia en un 10% i augmenta un 85% la tasca de reparació de defenses, i l'oficial almirall de flota dona la possibilitat de controlar dues flotes addicionals. La implementació dels oficials va desmotivar els usuaris, encara que l'empresa afirma que, pel motiu de posar oficials, han vingut més usuaris, i no només això, és un joc molt popular i addictiu.